# Бутково
Бутково (Керкини) је место у округу Сер, општина Синтика, западно од Бутковског језера у Македонији, Грчка.

## Географија
Насеље се налази у Серском пољу, 51 km северозападно од града Сер, на северозападној обали Бутковског језера.

## Становништво
До 1924. године Бутково је мешовито насеље у коме живе Словени, Черкези, Турци и Роми. Након принудног исељавања турског и черкезског становништва, насељавају се грчке избеглице. Данас је Бутково мешовито грчко-словенско насеље.